# Quốc kỳ Nam Phi
Quốc kỳ Nam Phi được thiết kế vào tháng 3 năm 1994 và được thông qua vào ngày 27 tháng 4 năm 1994, trong cuộc tổng tuyển cử năm 1994 của Nam Phi, để thay thế lá cờ trước đó được sử dụng từ năm 1928–1994 .
Quốc kỳ gồm các dải ngang màu đỏ (ở trên) và xanh lam (ở dưới), có chiều rộng bằng nhau, được ngăn cách bởi một dải xanh lục ở giữa, chia thành hình chữ "Y" nằm ngang, hai nhánh của nó kết thúc ở góc kéo cờ (và chạy theo đường chéo của lá cờ). Chữ "Y" ôm lấy một tam giác cân màu đen, từ đó hai nhánh được ngăn cách bởi các dải màu vàng hoặc vàng kim hẹp; các dải màu đỏ và xanh lam được ngăn cách với dải xanh lục và cánh tay của nó bằng các sọc trắng hẹp. Các sọc ở đầu bay có tỷ lệ 5: 1: 3: 1: 5. Ba màu trên lá cờ được lấy từ quốc kỳ của Cộng hòa Transvaal, bản thân nó bắt nguồn từ lá cờ Hà Lan và cờ Liên hiệp Anh, trong khi ba màu còn lại được lấy từ lá cờ của Đại hội Dân tộc Phi. Các biệt danh của lá cờ bao gồm Seskleur (nghĩa đen là 'sáu màu' trong tiếng Afrikaans) và Cờ Cầu vồng.  

## Màu sắc
Vào thời điểm được thông qua, quốc kỳ Nam Phi là quốc kỳ duy nhất trên thế giới có sáu màu cơ bản, không có quốc huy và gấm thêu. Thiết kế và màu sắc là bản tóm tắt các yếu tố chính trong lịch sử quốc kỳ của quốc gia này. Bản thân màu sắc không có ý nghĩa thiết yếu nào.
| Màu sắc | Màu sắc    | Màu dệt            | Pantone            | RGB     | RGB Thập phân |
| ------- | ---------- | ------------------ | ------------------ | ------- | ------------- |
|         | Xanh lục   | CKS 42 c Xanh lục  | 3415 C             | #007A4D | 0, 122, 77    |
|         | Đen        | CKS 401 c Xanh đen |                    | #000000 | 0, 0, 0       |
|         | Trắng      | CKS 701 c Trắng    |                    | #FFFFFF | 255, 255, 255 |
|         | Vàng kim   | CKS 724 c Vàng kim | 1235 C             | #FFB612 | 255, 182, 18  |
|         | Đỏ         | CKS 750 c Đỏ ớt    | 179 C              | #DE3831 | 222, 56, 49   |
|         | Xanh dương | CKS 762 c Xanh đậm | Phản xạ màu xanh C | #002395 | 0, 35, 149    |

## Lịch sử

### 1902–1910
Chiến tranh Boer thứ hai (1899-1902) kết thúc với Hiệp ước Vereeniging vào ngày 31 tháng 5 năm 1902, dẫn đến việc Nam Phi ngày nay nằm dưới sự cai trị của Quốc kỳ Anh. Các nước Cộng hòa Boer cũ của Nhà nước Tự do Orange và Cộng hòa Zuid-Afrikaanse (Transvaal) trở thành thuộc địa của Anh cùng với các thuộc địa Cape và Natal hiện tại. Mỗi thuộc địa cũng được hưởng một lá cờ thuộc địa theo truyền thống của Anh.

### 1910–1928
Vào ngày 31 tháng 5 năm 1910, bốn thuộc địa này đã hợp nhất thành Liên bang Nam Phi, và các lá cờ thuộc địa riêng lẻ không còn được sử dụng nữa, thay vào đó là những lá cờ Nam Phi mới. Một lần nữa, với tư cách là một thuộc địa của Anh, Cờ Liên minh Anh tiếp tục là quốc kỳ, và mẫu cờ hiệu Anh tiêu chuẩn được sử dụng làm cơ sở cho các lá cờ đặc trưng của Nam Phi.

Như trường hợp trên khắp Đế quốc Anh, Cờ hiệu Đỏ và Xanh là cờ chính thức cho các tàu buôn và tàu của chính phủ trên biển, và Bộ Hải quân Anh đã cho phép thêm vào tấm khiên từ quốc huy Nam Phi. Cờ hiệu này không có ý định được sử dụng làm quốc kỳ của Liên minh, mặc dù chúng được một số người sử dụng như vậy. Mặc dù những cờ hiệu này chủ yếu được sử dụng cho mục đích hàng hải, chúng cũng được treo trên đất liền.

Cờ đỏ Nam Phi là quốc kỳ thực tế của Nam Phi từ năm 1910 đến năm 1928 và đôi khi được treo trên các tòa nhà của Chính phủ
Thiết kế của Cờ Đỏ đã được sửa đổi đôi chút vào năm 1912 khi tấm khiên được đặt trên một hình tròn màu trắng để dễ thấy hơn. Cờ Đỏ tiếp tục được sử dụng làm cờ của thương thuyền Nam Phi cho đến năm 1951.
Một biến thể của Cờ Đỏ Nam Phi với quốc huy đầy đủ của Nam Phi trên một hình tròn màu trắng. Thường được sử dụng làm cờ dân sự.
Cờ hiệu Xanh được treo trên các văn phòng của Liên đoàn ở nước ngoài từ năm 1910 đến năm 1928.

### 1928–1994
Do những lá cờ này không được ưa chuộng, đã có những cuộc thảo luận không liên tục về việc liệu có nên có một lá cờ quốc gia đặc trưng hơn cho Nam Phi sau năm 1910 hay không, Chỉ sau khi chính phủ liên minh lên nắm quyền vào năm 1925, một dự luật mới được trình lên Quốc hội để giới thiệu một lá cờ quốc gia cho Liên minh. Điều này đã gây ra một cuộc tranh cãi thường xuyên dữ dội kéo dài ba năm dựa trên việc có nên đưa Cờ Liên minh Anh vào thiết kế cờ mới hay không. Tỉnh Natal thậm chí còn đe dọa sẽ ly khai khỏi Liên minh nếu quyết định loại bỏ nó.
Cuối cùng, một thỏa hiệp đã đạt được dẫn đến việc thông qua một lá cờ riêng cho Liên minh vào cuối năm 1927 và thiết kế này được kéo lên lần đầu tiên vào ngày 31 tháng 5 năm 1928. Thiết kế này dựa trên lá cợ gọi là Van Riebeeck hay "Cờ Hoàng tử" (Prinsenvlag trong tiếng Afrikaans) vốn là quốc kỳ Hà Lan; nó bao gồm các sọc ngang màu cam, trắng và xanh lam. Một phiên bản của lá cờ này đã được sử dụng làm cờ của Công ty Đông Ấn Hà Lan (được gọi là VOC) tại Mũi Hảo Vọng (với logo VOC ở giữa) từ năm 1652 đến năm 1795. Phần bổ sung của Nam Phi vào thiết kế là việc đưa vào ba lá cờ nhỏ nằm ở giữa sọc trắng. Các lá cờ nhỏ là Cờ Liên minh Anh hướng về phía kéo cờ, cờ của Nhà nước Tự do Orange nằm dọc ở giữa và Cờ Cộng hòa Transvaal hướng về phia bay. Vị trí của mỗi lá cờ thu nhỏ sao cho mỗi lá đều có kích thước bằng nhau. Tuy nhiên, để đảm bảo rằng cờ Hà Lan ở góc trên của cờ Nhà nước Tự do Orange được đặt gần nhất với phần kéo trên của cờ lớn, cờ Orange phải được lật ngược. Cờ Liên minh Anh, gần nhất với phía kéo và do đó ở vị trí thuận lợi hơn, được trải theo chiều ngang từ cờ Orange về phía kéo cờ và do đó cũng được lật ngược. Mặc dù được đặt theo chiều ngang xa nhất so với phía kéo, để cân bằng với Cờ Liên minh Anh, Vierkleur là lá cờ thu nhỏ duy nhất được đặt theo cùng một hướng với cờ lớn. Điều này bù đắp cho vị trí kém thuận lợi hơn của nó. Trong cách sắp xếp này, mỗi lá cờ thu nhỏ đều có thứ tự ưu tiên như nhau. Lưu ý rằng cả cờ thu nhỏ của Cộng hòa Transvaal và Nhà nước Tự do Orange đều chứa cờ thu nhỏ của Hà Lan, trong khi cờ thu nhỏ của Vương quốc Anh là sự kết hợp của cờ Anh, Scotland và Bắc Ireland, khiến quốc kỳ Nam Phi cũ trở thành quốc kỳ duy nhất trên thế giới chứa năm lá cờ trong ba lá cờ và một lá cờ.
Việc lựa chọn Prinsenvlag (được cho là lá cờ đầu tiên được Jan van Riebeeck của VOC kéo lên đất Nam Phi) làm cơ sở để thiết kế quốc kỳ Nam Phi liên quan nhiều hơn đến sự thỏa hiệp hơn là mong muốn chính trị của người Afrikaner, vì Prinsenvlag trung lập về mặt chính trị, vì nó không còn là quốc kỳ của bất kỳ quốc gia nào. Một yếu tố nữa của sự thỏa hiệp này là Quốc kỳ Liên minh Anh sẽ tiếp tục tung bay cùng với quốc kỳ Nam Phi mới trên các tòa nhà chính thức. Sự sắp xếp hai lá cờ này tiếp tục cho đến năm 1957, khi Quốc kỳ Liên minh Anh mất đi vị thế chính thức theo một Đạo luật của Quốc hội.
Sau cuộc trưng cầu dân ý, Nam Phi trở thành một nước cộng hòa vào ngày 31 tháng 5 năm 1961, nhưng thiết kế của lá cờ vẫn không thay đổi. Tuy nhiên, đã có áp lực mạnh mẽ đòi thay quốc kỳ, đặc biệt là từ những người Afrikaner, những người vẫn còn bất bình vì lá cờ Liên minh Anh là một phần của quốc kỳ. Năm 1968, Thủ tướng đương thời John Vorster, đã đề xuất thông qua một lá cờ mới từ năm 1971, để kỷ niệm mười năm ngày tuyên bố thành lập, nhưng điều này đã không bao giờ trở thành hiện thực. 

Từ năm 2019, việc treo công khai lá cờ này ở Nam Phi thường được coi là hành vi kích động thù địch (vì là biểu tượng tiềm ẩn của chế độ phân biệt chủng tộc và chủ nghĩa da trắng thượng đẳng) và do đó bị cấm, ngoại trừ mục đích nghệ thuật, học thuật và báo chí, cũng như đối với các bảo tàng và địa điểm lịch sử.

Quốc kỳ từ năm 1928–1982
Quốc kỳ từ năm 1982–1994

### 1994–nay
Quốc kỳ Nam Phi hiện tại được tung bay lần đầu tiên vào ngày 27 tháng 4 năm 1994, ngày diễn ra cuộc bầu cử năm 1994. Tuy nhiên, lá cờ ban đầu chỉ được dự định là một lá cờ tạm thời và thiết kế của nó chỉ được quyết định một tuần trước đó. 
Việc lựa chọn quốc kỳ mới là một phần của quá trình đàm phán được khởi động khi Nelson Mandela được trả tự do vào năm 1990. Khi một cuộc thi công khai trên toàn quốc được tổ chức vào năm 1993, Ủy ban Biểu tượng Quốc gia đã nhận được hơn 7.000 thiết kế. Sáu thiết kế đã được chọn vào danh sách rút gọn và trình bày trước công chúng và Hội đồng Đàm phán, nhưng không có thiết kế nào nhận được sự ủng hộ nhiệt tình. Một số xưởng thiết kế sau đó đã được liên hệ để gửi thêm đề xuất, nhưng những đề xuất này cũng không được chấp thuận. Quốc hội đã nghỉ họp vào cuối năm 1993 mà không có ứng cử viên phù hợp cho quốc kỳ mới.
Vào tháng 2 năm 1994, Cyril Ramaphosa và Roelf Meyer, các nhà đàm phán chính của Đại hội Dân tộc Phi và chính phủ Đảng Quốc gia đương thời, được giao nhiệm vụ giải quyết vấn đề lá cờ. Một thiết kế cuối cùng đã được thông qua vào ngày 15 tháng 3 năm 1994, bắt nguồn từ một thiết kế do Nhà báo Nhà nước Fred Brownell phát triển, người cũng tuyên bố đã thiết kế quốc kỳ Namibia trước đó. Lá cờ tạm này được kéo lên chính thức lần đầu tiên vào ngày 27 tháng 4 năm 1994, ngày diễn ra cuộc bầu cử toàn diện đầu tiên của quốc gia này, dẫn đến việc Nelson Mandela nhậm chức tổng thống được bầu cử dân chủ đầu tiên của Nam Phi vào ngày 10 tháng 5 năm 1994. Lá cờ được hầu hết người Nam Phi đón nhận nồng nhiệt, mặc dù một nhóm nhỏ phản đối; hàng trăm thành viên Mặt trận Dân tộc Afrikaner ở Bloemfontein đã đốt lá cờ để phản đối vài tuần trước cuộc bầu cử tháng 4 năm 1994. 

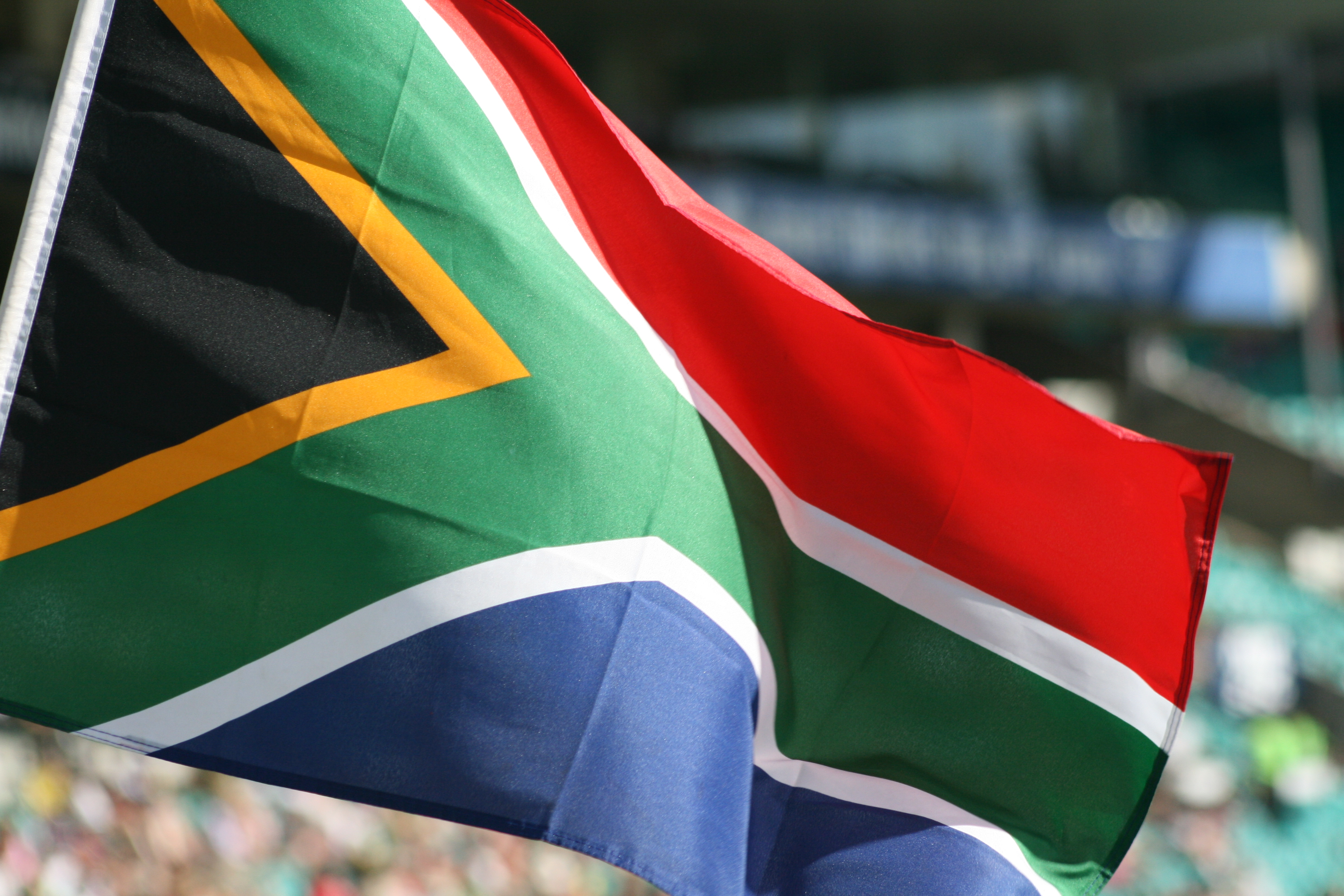
Quốc kỳ Nam Phi tung bay tại Sân vận động Cricket Sydney.

Tuyên bố về quốc kỳ mới của Tổng thống Nam Phi F .W .de Klerk chỉ được công bố vào ngày 20 tháng 4 năm 1994, chỉ bảy ngày trước khi quốc kỳ được thông qua, gây ra một cơn sốt điên cuồng vào phút chót cho các nhà sản xuất quốc kỳ. Như đã nêu trong hiến pháp lâm thời hậu apartheid của Nam Phi, quốc kỳ sẽ được giới thiệu trong thời gian thử việc tạm thời là năm năm, sau đó sẽ có cuộc thảo luận về việc có nên thay đổi quốc kỳ trong bản dự thảo cuối cùng của hiến pháp hay không. Hội đồng Lập hiến được giao trách nhiệm soạn thảo hiến pháp mới của đất nước và đã kêu gọi các ý kiến đóng góp, trong số những ý kiến khác, về các vấn đề liên quan đến các biểu tượng quốc gia khác nhau của mình. Hội đồng đã nhận được 118 ý kiến đóng góp khuyến nghị giữ nguyên quốc kỳ mới và 35 ý kiến đề xuất thay đổi quốc kỳ. Do đó, vào ngày 28 tháng 9 năm 1995, Hội đồng đã quyết định rằng quốc kỳ sẽ được giữ nguyên và theo đó, nó được đưa vào Mục Một của Hiến pháp Nam Phi có hiệu lực vào tháng 2 năm 1997. 

## Cách treo cờ đúng
Chính phủ Nam Phi đã công bố hướng dẫn về việc treo cờ đúng cách tại các trạm treo cờ được chỉ định, trong Thông báo Chính phủ số 510 ngày 8 tháng 6 năm 2001 (Công báo số 22356). Các quy định này chỉ áp dụng cho các trạm treo cờ chính thức, không áp dụng cho công chúng nói chung.
Hiệp hội Cờ Nam Phi (SAVA), một hiệp hội phi chính thức nghiên cứu về cờ, đã xuất bản hướng dẫn riêng của họ về cách treo cờ đúng cách vào năm 2002. Hướng dẫn này không có thẩm quyền chính thức nhưng được lập ra với các nguyên tắc và nghi thức cờ được chấp nhận chung.